# CRELEL Liège
CRELEL Liège – belgijski klub szachowy z siedzibą w Liège, dwukrotny mistrz kraju.

## Historia
Klub powstał w 1976 roku w wyniku połączenia klubów CE Liège i Echiquier Liègeois. Nazwa stanowiła akronim wyrażenia Cercle Royal des Echecs de Liège et Echiquier Liègeois. W 1980 roku wychowanek klubu, Alain Defize, zdobył tytuł mistrza Belgii. W 2002 roku zespół zdobył pierwsze w swojej historii mistrzostwo kraju. W tym samym roku klub zadebiutował w Pucharze Europy, zajmując 28. miejsce. Sezon później CRELEL uzyskał w tych rozgrywkach 32. pozycję. W sezonie 2004/2005 klub zajął trzecie miejsce w mistrzostwach Belgii. W 2005 roku zespół zajął 37. miejsce w Pucharze Europy. W sezonie 2006/2007 CRELEL zdobył drugi tytuł mistrzowski. Kadrę drużyny stanowili wówczas m.in. Jan Michael Sprenger, Slim Belkhodja, Marie Sebag, Jean-Luc Chabanon, Héðinn Steingrímsson, Florian Grafl, Cristina-Adela Foișor, Krzysztof Pytel i Sabina-Francesca Foișor. Rozgrywki Pucharu Europy klub ukończył na 29. miejscu. W 2011 roku klub spadł z Division 1. W 2013 roku CRELEL powrócił na najwyższy poziom ligowy. W 2022 roku klub zdobył wicemistrzostwo kraju.

## Arcymistrzowie w historii klubu
- Slim Belkhodja[7]
- Jean-Luc Chabanon[13]
- Władimir Gurewicz[14]
- Predrag Nikolić[15]
- Dimitri Reinderman[16]
- Lucas van Foreest[17]
- Liam Vrolijk[17]
- Luc Winants[18]